# Dětřichov (okres Svitavy)
Obec Dětřichov (německy Dittersdorf) se nachází v okrese Svitavy v Pardubickém kraji. Obec je součástí Mikroregionu Svitavsko. Žije zde 385 obyvatel.

## Historie
První písemná zmínka o obci pochází z roku 1347. Roku 1777 proběhlo v Dětřichově číslování domů, rychta nesla čp. 1. Ve 2. polovině 18. století vedl svobodný rychtář Franz Sponner z Dětřichova spor s litomyšlskou vrchností. Roku 1793 v obci vyhořelo 8 domů včetně rychty a kostela. V roce 1903 nalezen neznámý počet pražských grošů uložených krátce po roce 1305. V roce 1930 žilo v obci 1104 obyvatel.
Součástí obce je v horní části Víska (Stillfried) a jihovýchodně uprostřed lesů osada Vysoké Pole (Hohenfeld), která měla i vlastní školu (dnes rekreační objekt). Vysoké Pole z větší části po roce 1945 zaniklo a na místech původních domů byly vystavěny podřadné rekreační objekty. V jedné z částí je uprostřed louky dochována rumpálová roubená studna v kritickém stavu. Většina obyvatel byla německé národnosti a po druhé světové válce byli vysídleni.

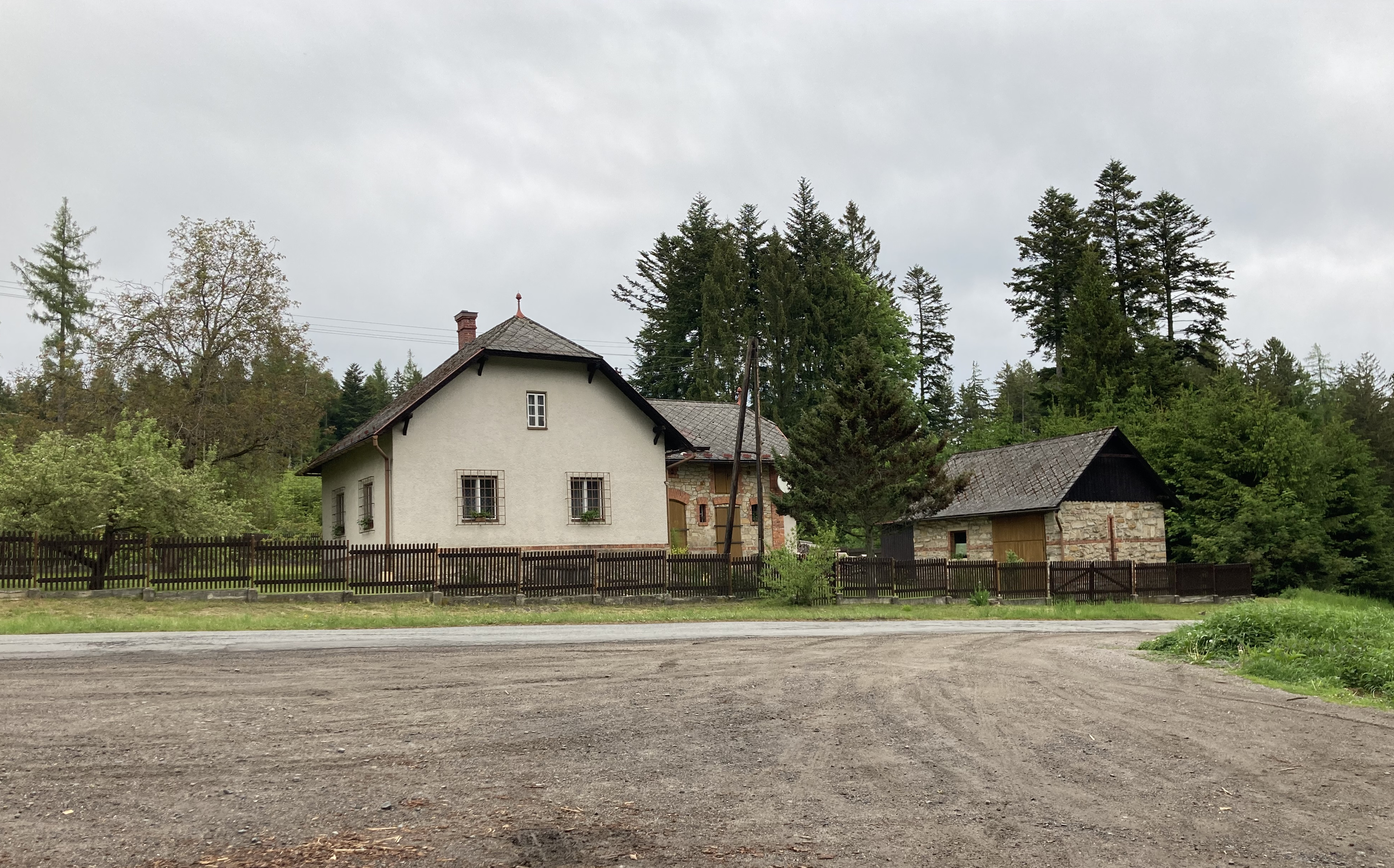
Dětřichovská Hájenka (u Vísky)
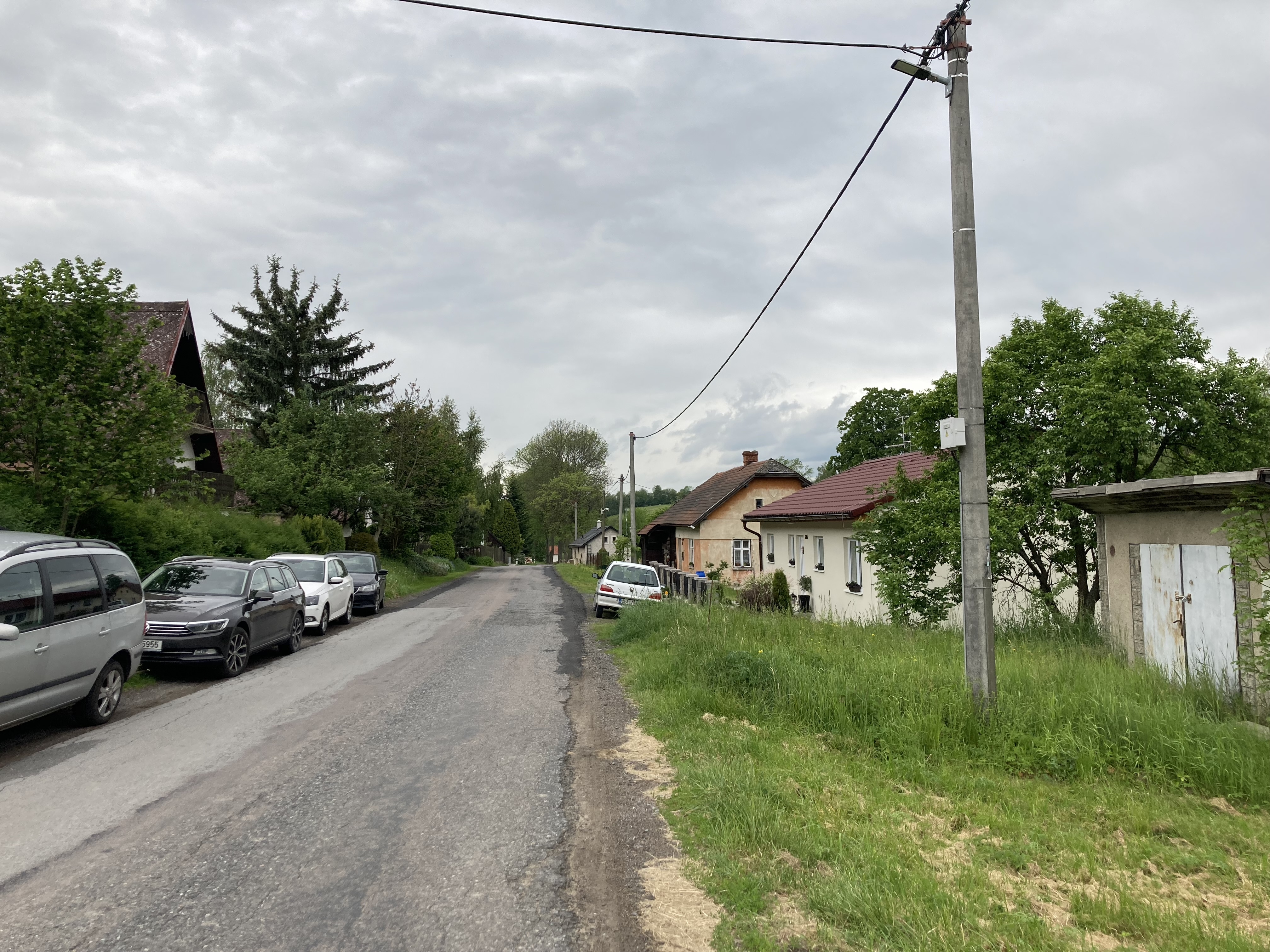
Víska (východní část)
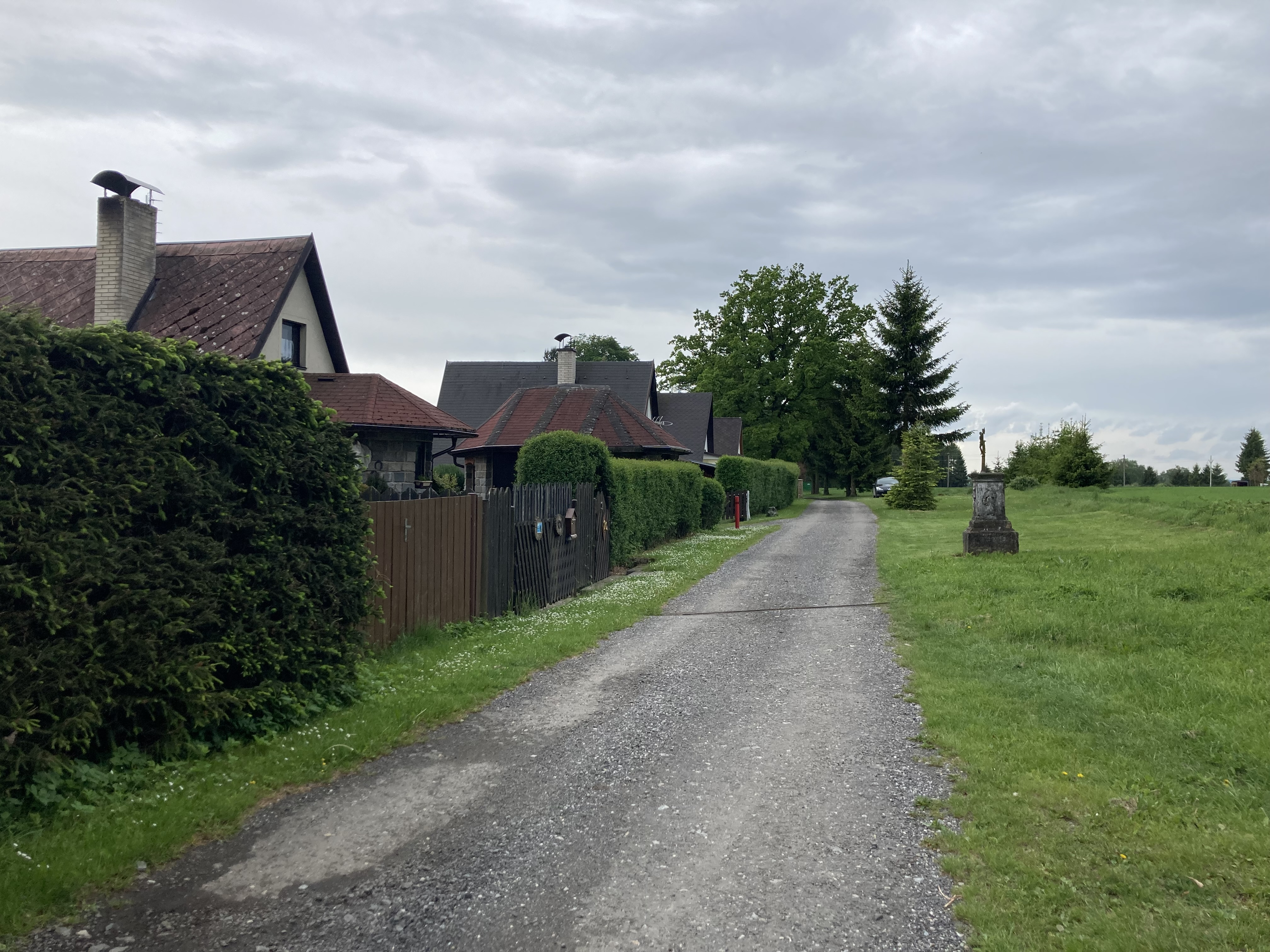
Severní část osady Vysoké Pole
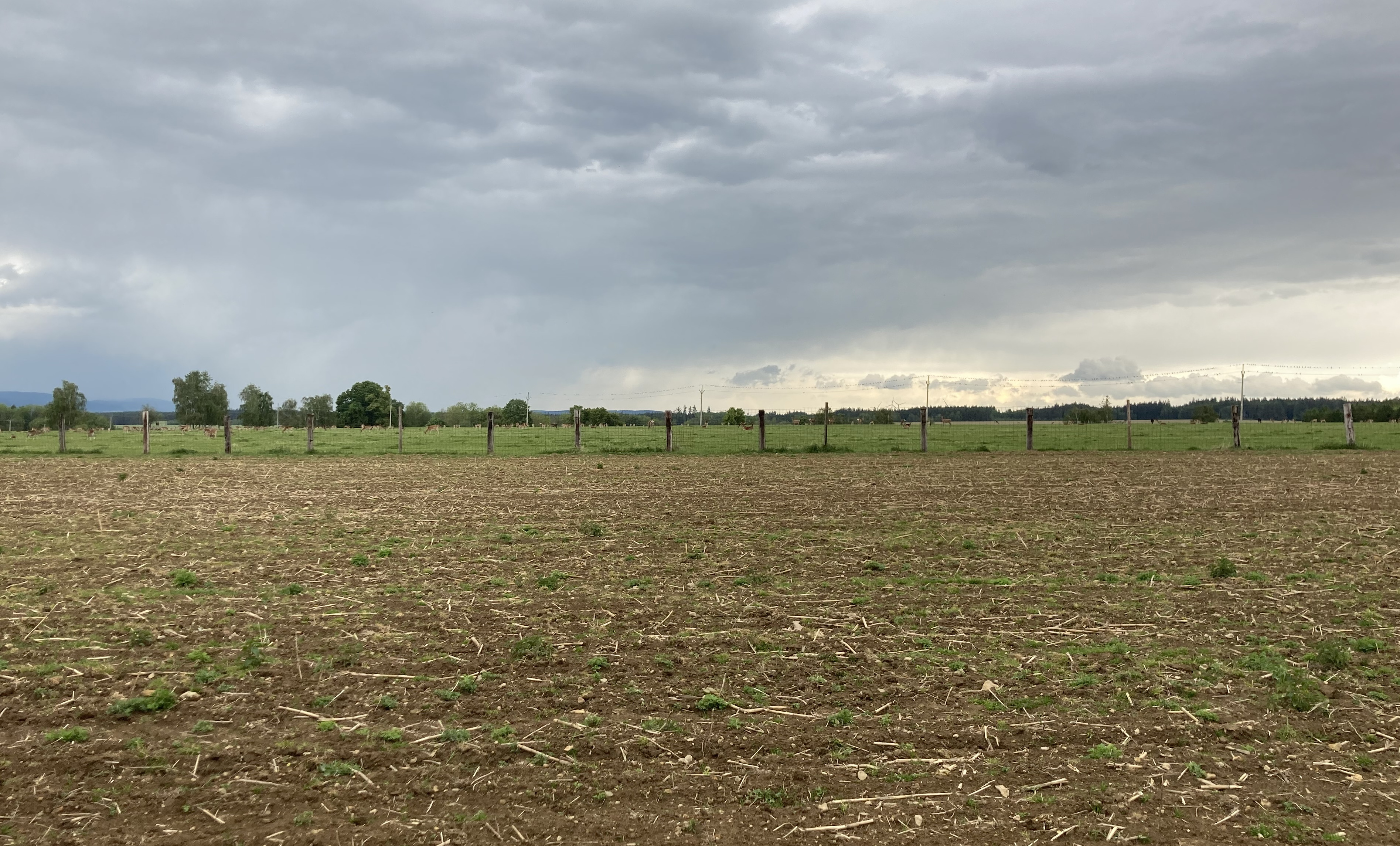
Dětřichovská obora

## Pamětihodnosti
- Kostel svatého Petra a Pavla. Pískovcový portál dveří kostela svatého Petra a Pavla s datem 1824.
- Opuková hřbitovní brána s reliéfy smrti na klenácích. Reliéf na vnějším kameni nad vchodem s kostlivce a kosou v ruce a nápisem Heute mir Morgen dir. Reliéf na vnitřním kameni směrem na hřbitov s lebkou, zkříženými kostmi a datem 1848.
- Kamenný kříž za kostelem (přesunut a zrestaurován 2005)
- Železný kříž u severního rozcestí
- Kamenný kříž u cesty na Vysoké Pole
- Dochováno několik velkých a malých usedlostí z 18. a 19. století. Statek čp. 11 s portálem nad vraty statku s datem 1836.
- Bývalá fara pod kostelem, prostá přízemní budova s valbovou střechou
- Hostinec z 19. století před kostelem
- Rumpálová roubená studna (Vysoké Pole)
- Kamenný kříž (Vysoké Pole)

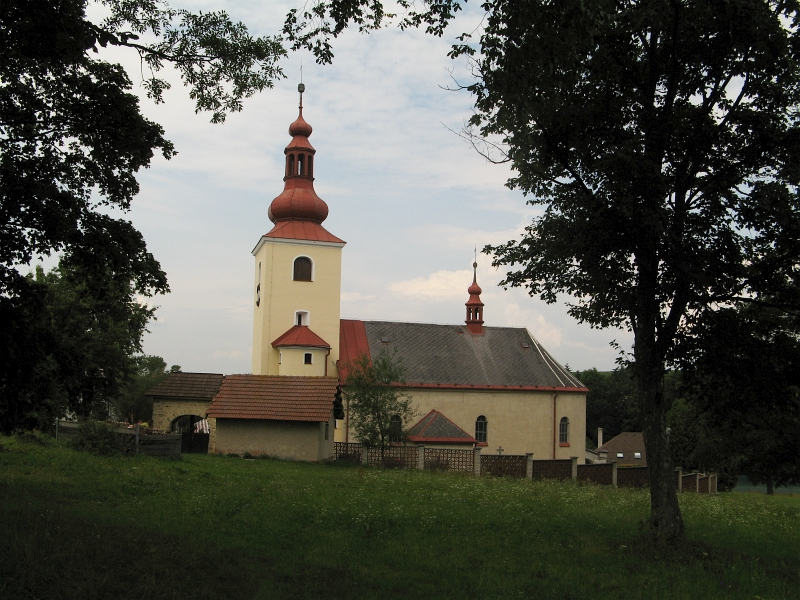
Kostel svatého Petra a Pavla
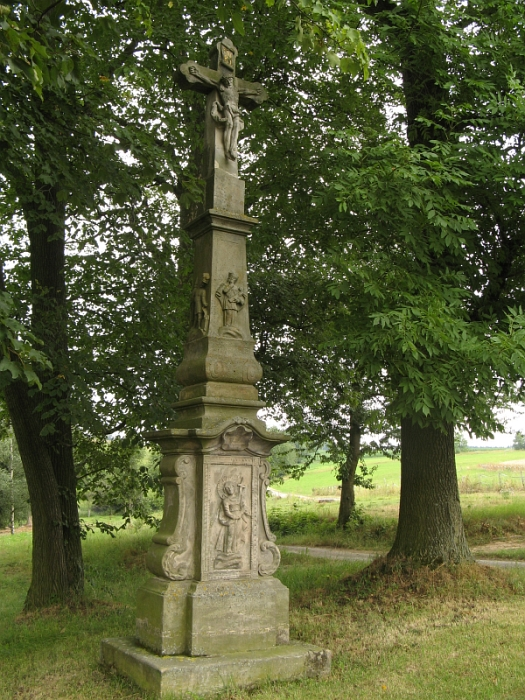
Kamenný kříž za kostelem
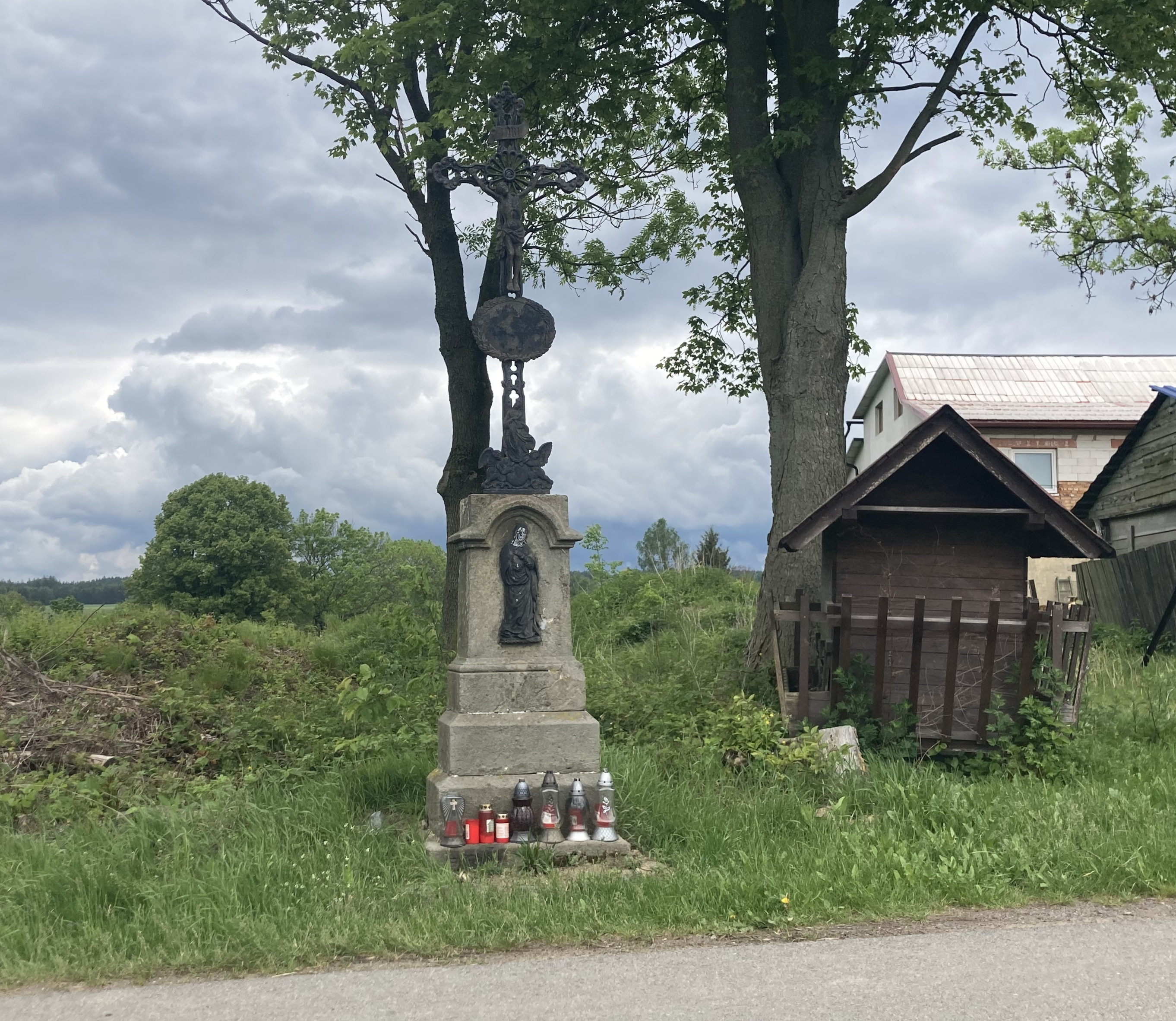
Železný kříž u severního rozcestí